# Реутов Олег Олександрович

Оле́г Олекса́ндрович Ре́утов (*5 вересня 1920, м. Макіївка, тепер Донецької області, Україна — 15 серпня 1998) — радянський хімік, академік АН СРСР (1964; член-кореспондент, 1958), 1984 — лауреат Ленінської премії. Член КПРС (з 1942).

## Біографія
Закінчив Московський державний університет імені М. Ломоносова в 1941 році.
Учасник Другої світової війни.
Від 1945 року — науковий співробітник хімічного факультету МДУ.
Починаючи з 1957 року завідував заснованою ним у Московському університеті лабораторією теоретичних проблем органічної хімії і одночасно — лабораторією застосування ізотопів у органічній хімії в Інституті елементоорганічних з'єднань АН СРСР.
О. О. Реутов є радянським експертом з питань хімічної і біологічної війни при ООН (з 1969). Заступник голови Радянського комітету захисту миру (1974).
Головні праці О. О. Реутова — з проблем фізичної органічної хімії, вивчення механізму реакцій електрофільного заміщення (dE-реакцій), молекулярних перегрупувань, з хімії карбонієвих іонів, дослідження ілідів арсена та сірки, онієвих з'єднань, про подвійні реакційні здатності амбідентних (мезомерних) аніонів, участь іонів й іонних пар у органічних реакціях, щодо кислотності СН-кислот, стереохімії і механізму оксимеркуровання.
Олег Реутов — автор теорії електрофільного заміщення в насиченого атома вуглецю у ряді металоорганічних сполук.
Вченого нагороджено 4 орденами, а також медалями.
Загалом опубліковано понад 1300 його робіт.

## Наукові праці
- Теоретические проблемы органической химии, М., 1956 (рос.)
- Теоретические основы органической химии, М., 1964 (рос.)
- Reaction mechanisms of organometallic compounds, Amst., 1968 (спільно з I. P. Beletskaya) (англ.)
- Механизмы реакций металлоорганических соединений, М., 1972 (спільно з І. П. Белецькою и В. І. Соколовим) (рос.)